# Three Identical Strangers
Pour plus de détails, voir Fiche technique et Distribution.
Three Identical Strangers (littéralement « Trois étrangers identiques ») est un film documentaire anglo-américain réalisé par Tim Wardle, sorti en 2018. Il raconte la vie d'Edward Galland, David Kellman et Robert Shafran, des triplés monozygotes adoptés chacun à l'âge de 6 mois dans des familles différentes. Le film présente des images d'archives, des scènes reconstituées et des interviews d'époque à la télévision. Le documentaire explique les trois frères se sont retrouvés par hasard à l'âge de 19 ans, montrant leurs vies publiques et privées dans les années qui ont suivi, et ils ont appris avec stupeur que leur adoption a été faite dans le cadre d'une étude scientifique jamais publiée sur l'inné et l'acquis entre jumeaux afin de suivre le développement de frères et sœurs génétiquement identiques élevés dans de différentes circonstances socio-économiques,.

## Synopsis
Le jour de son arrivée à l'internat de l'Institut Technologique de l'Université de New York où il doit effectuer sa rentrée scolaire, Robert « Bobby » Shafran, 19 ans est salué par presque la plupart des étudiants du campus qui lui sourient et l'embrassent : tous semblent le connaître. Arrivé dans sa chambre, un étudiant le prévient qu'un certain Eddy Galland lui ressemble comme deux gouttes d'eau. Tous deux rejoignent ce dernier qui vit à deux heures de route. La ressemblance est frappante. Ils découvrent très vite qu'ils sont jumeaux et ont été séparés à la naissance, leur date et leur lieu de naissance étant les mêmes. Quelques mois plus tard, après que des journalistes ont parlé de cette étonnante découverte, David Kellman, dont la ressemblance et les circonstances d'adoption correspondent parfaitement, fait partie de la même famille…

## Fiche technique
Sauf indication contraire, les informations mentionnées dans cette section peuvent être confirmées par la base de données cinématographiques IMDb,  présente dans la section « Liens externes ».
- Titre original : Three Identical Strangers
- Réalisation : Tim Wardle
- Scénario : Grace Hughes-Hallett
- Musique : Paul Saunderson
- Décors : Brittany Morrison
- Costumes : Dawn Thompson
- Photographie : Tim Cragg
- Montage : Michael Harte
- Production : Grace Hughes-Hallett et Becky Read

Production déléguée : Tom Barry, Dimitri Doganis et Adam Hawkins,
- Sociétés de production : RAW
- Société de distribution : Neon ; CNN Films (États-Unis)
- Budget : 1–4 millions de dollars[3]
- Pays d'origine :  États-Unis
- Langue originale : anglais
- Format : couleur
- Genre : documentaire ; biographie, drame
- Durée : 96 minutes
- Dates de sortie :
  - États-Unis : 19 janvier 2018 (avant-première mondiale au festival du film de Sundance) ; 29 juin 2018 (sortie limitée)
  - Royaume-Uni : 30 novembre 2018 (sortie nationale)
  - France : 27 mai 2019 (internet)

## Distribution
- Robert « Bobby » Shafran, l'un des triplés
- David Kellman, l'un des triplés
- Michael Domnitz, l'ami d'Eddy Galland
- Hedy Page, la tante de David Kellman
- Alice Shafran, la belle-mère de Bobby
- Elliott Galland, le père d'Eddy
- Edward « Eddy » Galland, l'un des triplés (séquence vidéo)
- Richard Kellman, le père de David (séquence vidéo)
- Justine Wise Polier, la présidente de Louise Wise Services (séquence vidéo)
- Mort Shafran, le père de Bobby
- Ilene Shafran, l'épouse de Bobby
- Janet Kellman, l'épouse de David

## Accueil
Le film est sélectionné et présenté en avant-première mondiale, le 19 janvier 2018 au festival du film de Sundance, où il remporte un prix spécial du jury pour un documentaire.

### Documentation
- (en) « Eddy Galland, Robert Shafran and David Kellman said Friday... », UPI,‎ 26 septembre 1980 (lire en ligne, consulté le 25 juin 2021).
- « La sombre histoire des triplés séparés à la naissance fait l'objet d'un documentaire », Midi Libre,‎ 23 janvier 2018 (lire en ligne, consulté le 25 juin 2021).
- R. L., « États-Unis : l’incroyable destin des triplés séparés à la naissance pour une expérience », Le Parisien,‎ 24 janvier 2018 (lire en ligne, consulté le 25 juin 2021).
- Léa Bitton, « Des triplés séparés à la naissance pour une expérience scientifique au cœur d'un film », Télérama,‎ 2 février 2018 (lire en ligne, consulté le 25 juin 2021).
- François Lévesque, « Tim Wardle et l’invraisemblable vérité », Le Devoir,‎ 14 juillet 2018 (lire en ligne, consulté le 25 juin 2021).